# Chřipka prasat
Chřipka prasat je onemocnění způsobované chřipkovými viry, které napadá převážně prasata. Způsobují je chřipkové viry typu A a C.

## Prasečí chřipka 2009

Rozšíření prasečí chřipky
státy s potvrzenými smrtelnými případy
státy s potvrzenou infekcí prasečí chřipky
státy s podezřením na infekci prasečí chřipky

V roce 2009 se objevil zmutovaný virus chřipky prasat A/H1N1 (písmena H a N označují typ povrchových antigenů viru – hemaglutinin a neuraminidáza), který napadá člověka. Tento virus se šíří z prasat na člověka a byly zaznamenány i případy přenosu z člověka na člověka. Onemocnění způsobované tímto virem začalo být označováno jako „prasečí chřipka“, „nová chřipka“ či „mexická chřipka“).
Přenos z tepelně upraveného vepřového masa na člověka není možný.